# Delfino Codazzi
Delfino Codazzi (Lodi, 7 marzo 1824 – Pavia, 21 luglio 1873) è stato un matematico italiano, noto soprattutto per i suoi risultati nella geometria delle superfici.

## Vita
Dopo la conclusione dei suoi studi, insegnò nelle scuole secondarie, prima a Lodi e poi a Pavia e contemporaneamente si dedicò a ricerche in geometria differenziale.
Nel 1859 concorre per un premio bandito dalla  Accademia francese delle scienze per una ricerca sulla totalità delle superfici di un dato elemento lineare. Al concorso furono presentati tre lavori di valore da parte di Codazzi, Edmond Bour e Pierre Ossian Bonnet. Nel lavoro di Codazzi venivano date le condizioni necessarie e sufficienti per la possibilità di porre in corrispondenza due superfici e comparivano le formule ora note come formule di Mainardi-Codazzi. Queste formule erano state già trovate da Gaspare Mainardi e pubblicate nel 1856 e nel 1853 erano comparse in una dissertazione di Karl M. Peterson, studente di Ferdinand Minding. Tuttavia Codazzi le aveva ottenuta con una dimostrazione indipendente e con una formulazione più semplice.
Il lavoro presentato da Codazzi, che non era stato pubblicato su riviste autorevoli come quelli di Bour e Bonnet, ottenne solo una menzione onorevole ma gli diede notorietà e gli fece ottenere una cattedra di "Algebra e Geometria analitica" all'Università di Pavia nel 1865. Successivamente si dedicò a ricerche sulle coordinate curvilinee che portarono ad un lavoro dal titolo Sulle coordinate curvilinee d'una superficie e dello spazio pubblicato in 5 parti dal 1867 al 1871.
All'Università di Pavia rimase fino alla fine della sua non lunga vita. Egli ottenne anche risultati sulle linee isometriche, sui triangoli geodesici e sulla stabilità dei corpi fluttuanti.